# 行基図
行基図（ぎょうきず）とは、古式の日本地図。奈良時代の僧侶・行基が作ったとする説があるが、当時作成されたものは現存しておらず、真偽は不明。但しこの図が後々まで日本地図の原型として用いられ、江戸時代中期に長久保赤水や伊能忠敬が現われる以前の日本地図は、この行基図を元にしていたとされる。こうした日本地図を一括して「行基図」、「行基式日本図」、「行基海道図」と呼ぶ場合がある。
作成年代による違いはあるが、基本的には平安京（京都）のある山城国を中心として、諸国を俵あるいは卵状（主に楕円または円）に表し、これを連ねることで日本列島の大まかな輪郭を形成している。また、平安京から五畿七道の街道が伸ばされて全ての国と繋げられている。地図によっては国の郡の数や田の面積などを記しているものもある。

## 行基の地図作成伝説

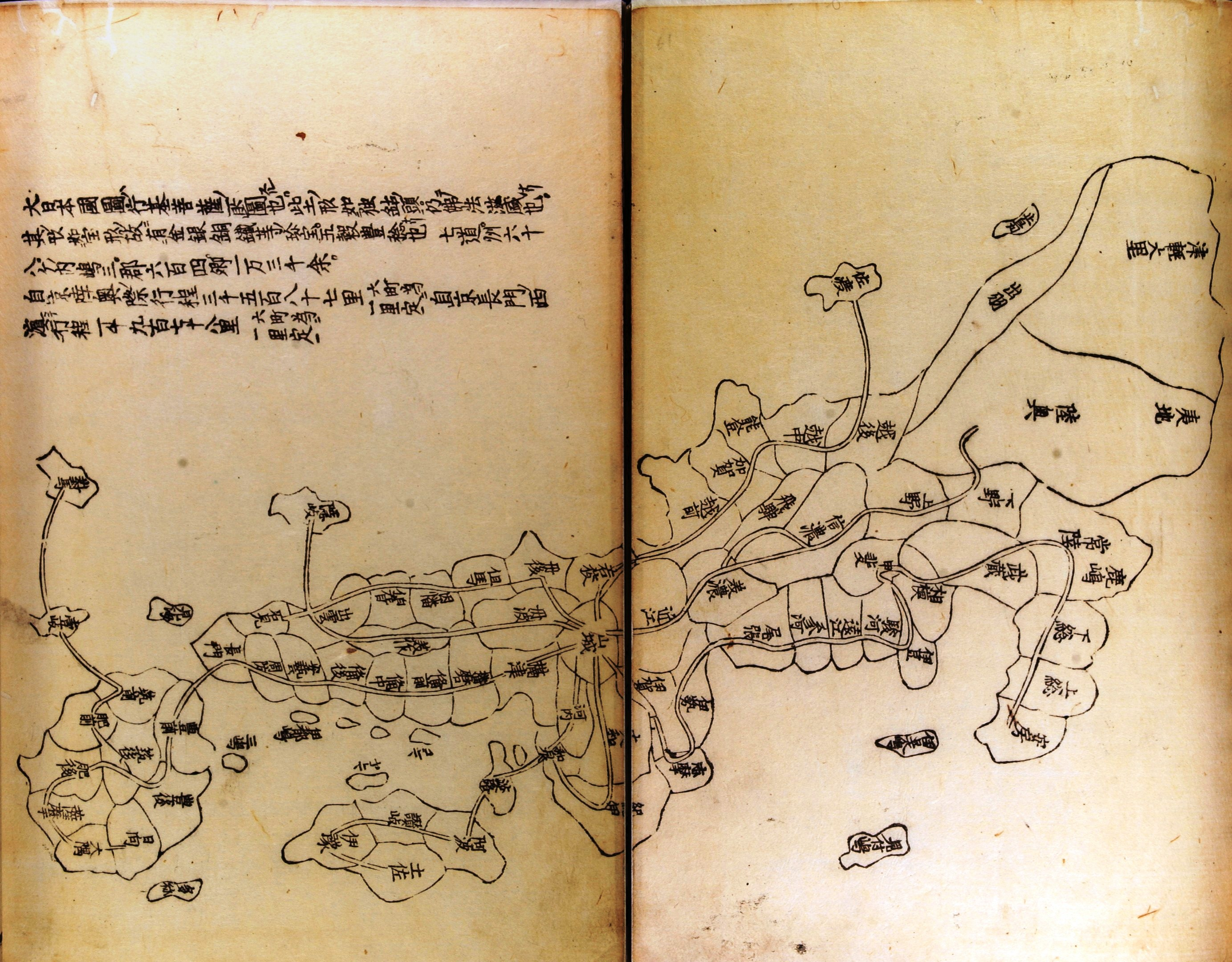
行基図（『拾芥抄』写本。明暦2年（1656年）村上勘兵衛刊行。2枚の画像を合成）
左上に「大日本国図は行基菩薩の図する所也」より始まる説明が記されている。

現存する「行基図」には“行基菩薩”作と記されているものが多いが、六国史や仏教史書では行基による地図作成については触れていない。また、最古の「行基図」は、延暦24年（805年）に下鴨神社に納められたものであるとされているが、現存しているものは江戸時代の書写であり、内容も明らかに延暦年間当時の状況の反映でない（延暦期にはなかった加賀国が記載されている）。
そもそも行基が生きていた時代の「行基図」が実在するならば、都は大和国平城京（数年の例外はあっても）にあったのだから、大和国を中心とした地図の筈であるが、こうした地図は見つかってはいない。このため、本当に行基が地図を作ったのかを疑問視し、「後世の人々が作者を行基に仮託したのが伝説化したものではないか」とする見方もある。
なお、中世に成立した『渓嵐拾葉集』に引用された『行基菩薩記』には、「行基が全国を回ったことで諸国の境界が定まって開墾が進み、行基がその結果を図にして日本を独鈷の形で描いたことで仏法が栄えた」とする伝承を載せている。

## 中世における行基図
前述のように最古の行基図とされているのは、延暦24年作成と伝えられているが、原図は既になく、現在伝わるものは江戸時代の有職故実研究家藤貞幹（藤井・藤原とも、1732年－1797年）の写しのものであり、かつ延暦24年の実情と不一致の加筆が見られる（これが藤貞幹によるものか、それ以前からのものなのかは不詳）。
大治3年（1128年）に三善為康が書いたものを原典として鎌倉時代にまとめられたとされる『二中歴』や南北朝時代に洞院公賢により書かれたとされる『拾芥抄』にも行基図が添付されているが、書かれた当時のものは残っておらず、現存のものは室町時代以後のものである。
現存しかつ最古のものは鎌倉時代の嘉元3年（1305年）の銘がある京都仁和寺所蔵の『日本図』でありこちらは西日本の部分が欠けている。また同時期に他の所有者の地図から転写されたと推定されている称名寺所蔵（神奈川県金沢文庫保管）のものであるがこちらは東日本の部分が欠けている。両者は大きく違い別系統に属すると考えられ、前者は典型的な行基図の体裁であるが、後者は元寇以後の軍事的緊迫下にある鎌倉近郊で用いられた事情を反映したものか、日本列島は龍らしき生物に囲まれてその外側に唐土・蒙古などの海外の国々や雁道・羅刹国などの空想上の国々が描かれている。
東日本および西日本が揃っているもので最古のものは14世紀半ば作と見られる『日本扶桑国之図』（にほんふそうこくのず）があり、2018年（平成30年）6月16日に広島県立歴史博物館が公表したものである。
戦国時代の弘治3年（1557年）に描かれたとされる『南贍部洲大日本国正統図』（伝香寺旧蔵、現唐招提寺所蔵）は、日本地図の周辺の外枠に郡名などの情報が記載されている。この図あるいは同一スタイルの地図が江戸時代の行基図の基本となっていく。また、この時代には屏風絵の背景などにも行基図が採用された。安土桃山時代の作とされる福井県小浜市発心寺の屏風絵などがその代表作である。
なお、室町時代以後に行基図が朝鮮半島や中国、遠くヨーロッパまでも伝わって、日本地図を描く時の材料にされたといわれている（『海東諸国記』・『日本一鑑』など）。

## 江戸時代の行基図
江戸時代に入ると、印刷技術の発達により大量印刷された行基図が登場する。その殆どが『拾芥抄』あるいは『南贍部洲大日本国正統図』の系統をひく地図だが、社会の安定に伴う交通の発達で、より実際の日本地図に近い地形が描かれるようになった。慶安・承応・明暦年間に刊行された行基図が現在も残されている。
だが『正保日本図』刊行以後、交通手段や測量技術の発達などにより、より緻密な日本地図が作成・刊行されるようになり、行基図は実用利用・商業出版の場からは姿を消していった。
もっとも教育・芸術分野では、行基図が後々までに使われてきた。文政年間の九谷焼や天保年間の伊万里焼などに描かれた行基図付の「地図皿」は日本国外にも輸出された。